# Kostreši Bjelovački
Kostreši Bjelovački est un village de la municipalité de Donji Kukuruzari (comitat de Sisak-Moslavina) en Croatie. Au recensement de 2011, le village comptait 43 habitants.